# 8599 Riparia
8599 Riparia è un asteroide della fascia principale. Scoperto nel 1973, presenta un'orbita caratterizzata da un semiasse maggiore pari a 2,7134729 UA e da un'eccentricità di 0,0980856, inclinata di 3,46364° rispetto all'eclittica.